# ブロカール円

外心(Cc)と類似重心(Sy)とブロカール円

ブロカール円（ブロカールえん、Brocard circle）は、三角形の外心と類似重心を直径の両端とする円の名称である。
名称は1881年に論文を発表したアンリ・ブロカールに由来する。

## 性質
円上には外心・類似重心の他に2つのブロカール点が存在する。
3辺の長さを abc、外接円の半径を R とすると、この円の半径は
{\displaystyle R_{b}={\frac {\sqrt {a^{4}+b^{4}+c^{4}-(a^{2}b^{2}+b^{2}c^{2}+c^{2}a^{2})}}{a^{2}+b^{2}+c^{2}}}R}
で表される。
ブロカール円の中心X(182)、つまり外心と類似重心の中点の三線座標は以下の式で与えられる。
{\displaystyle \cos(A-\omega ):\cos(B-\omega ):\cos(C-\omega )}
{\displaystyle ={\frac {a^{2}(b^{2}+c^{2})+2b^{2}c^{2}-a^{4}}{bc}}:{\frac {b^{2}(c^{2}+a^{2})+2c^{2}a^{2}-b^{4}}{ca}}:{\frac {c^{2}(a^{2}+b^{2})+2a^{2}b^{2}-c^{4}}{ab}}}
ここでωはブロカール角である。